# Глинне (Григоріопольський район)
Глинне (рос. Глиное; рум. Hlinaia) — селище міського типу в Григоріопольському районі в Молдові (Придністров'ї). Засноване 2 серпня 1809. Раніше називалося Глюксталь. Розташоване за 16 км від районного центру та за 60 км від Тирасполя. В селищі знаходиться найбільший пенітенціарний заклад в ПМР.
Станом на 2004 рік у селі проживало 34,5% українців.

## Історія

### Назва
Назва, ймовірно, походить від родовищ глини на схилах долини річки Чорної.

### XVIII століття
На місці сучасного населеного пункту в долині річки Чорної поселення виникли ще в глибоку давнину. Постійне село з'явилося в середині XVIII столітті. Першими поселенцями були запорожці, які займалися землеробством, скотарством і гончарством. Невеликі хутори були позначені на військових картах періоду російсько-турецької війни 1768–1774 рр. як село Глинка. У 1783 р. в ньому була побудована невелика православна церква на честь Святого Великомученика Димитрія. Жителі села зазнавали утисків з боку ногайців Дубосарського каймакана Едісанської орди.
Після приєднання до Росії в 1792 році за Ясським договором в селі налічувалося 103 двори і 511 жителів. У цьому ж році тут почалося будівництво церкви Святителя Христового Миколая. Після заснування на новоприєднаних землях Тирасполя, Григоріополя, Нових Дубоссар частина жителів села переселилася до цих містечок. У документах 1795 поселення згадується як російське село, у якому залишилося 394 жителі. На картах Очаківської області початку XIX в. поселення позначено як Глинне.

### ХІХ століття
З 1809 року сюди прибувають перші сім'ї німецьких переселенців. Поштовхом до цього послужили маніфести Катерини II 1762–1763 років і указ Олександра I 1804 року «Про прийом і запровадженні іноземних колоністів». Переселенцям було дозволено сповідувати свою релігію, займатися землеробством, ремеслами. Німецькі колоністи мали послужити зразком господарювання для населення сусідніх сіл. Спочатку поселенців розмістили у Григоріополі, а в 1809 році їм виділили землю на схилах балки Чорної. Поселення отримує назву Глюксталь (Gluckstal), що перекладається з німецької як «долина щастя». До 1818 року до них приєдналися німецькі переселенці з Баварії, Прусії, Вюртемберга, Ельзасу, Сілезії, Угорщини. Царський уряд надав іммігрантам великі земельні наділи, позики, податкові пільги, звільнені від військової повинності. Ці преференції дозволили створити міцні аграрні громади.
До початку реформ колонії досягли високого рівня розвитку агрокультури і добробуту жителів. В Глюксталі проживало 3 тисячі жителів. Він був центром однойменної волості з населенням 7 тисяч чоловік, які проживали в сусідніх німецьких колоніях Нейдорф, Бергдорф, Кассель. Колоністам були характерні працьовитість та акуратність. Споруджувалися великі кам'яні будинки, їх покривали кольоровою черепицею, встановлювали різьблені дерев'яні двері та віконні рами. Була побудована лютеранська кірха.
Станом на 1886 рік в Глюксталі, який був центром Глікстальської волості Тираспольського повіту Херсонської губернії, мешкало 2720 осіб, налічувалось 288 дворових господарств, існували лютеранська церква, школа, земська станція та 5 лавок, відбувались базари через 2 тижні по четвергах. За 8 верст  — молитовний будинок, школа.
Реформи 60-70 років підштовхнули поселенців до еміграції. В 1864 році набрав чинності «Закон про земських установах», який спонукав до створення самоврядування. Перший час цей закон не поширювався на німців, і тільки за законом від 17 грудня 1866 управління німецьких колоній було передано до державного департаменту з селянським питань. 4 червня 1871 німецькі колоністи останніми з усього селянства були переведені під земське управління. Після введення земського управління збільшився страх колоністів перед русифікацією і самодурством керівників. «Одеська газета» 13 серпня 1878 у випуску № 180 опублікувала розповідь одного з колоністів про причини своєї еміграції. Головною з них він назвав «введення нового управлінського і судового порядку в колоніях, вбачаючи в цьому загрозу колишньої відособленості німецьких поселень. В одному районі поруч з двома німецькими селами знаходитимуться десять російських сіл. Більшістю голосів саме вони будуть вибирати старост, які не вміють ні читати, ні писати, ні рахувати, яких в наших господарствах не взяли б навіть в працівники, але які часто стануть давати вказівки, від яких ми чітко бачимо неминучий збиток для нашого господарства і громади. А секретарі цих начальників — часто п'яниці, і ми повинні підкорятися такому начальству! Це вже занадто, цього нам не пережити, цьому ми не можемо підкоритися».
У 1892-93 роках в Глюксталі діють міністерська і земська школи, лікарня, аптека, поштове відділення, трактир, кілька парових і вітряних млинів. В околицях видобувається будівельний камінь. У 1895 році в селищі налічувалося 3599, а в 1897 — 3345 жителів.
1 січня 1874 був прийнятий «Закон про загальний військовий обов'язок». Тепер в армії повинні були служити і німці, які досягли 21 року. Багато хто з них сприйняв це як втрату останнього привілею і порушення раніше даних царицею обіцянок. «Одеська газета» того часу повідомляла, що у волості Глюксталь всі німці призовного віку, за винятком трьох, втекли за кордон.

### ХХ століття
До початку Першої світовоїй війни значна частина колоністів вже переселилася в США (штати Північна Дакота і Канзас) і до Південної Америки.
У період масової насильницької колективізації багато заможних німецьких поселенців були зараховані до куркулів і піддалися репресіям. Пік виселення німецьких сімей припав на 1937 і 1938 роки. Лютеранська кірха була закрита, у ній розмістився сільський клуб. Замість них в селище вселялися переважно українські та молдовські родини. Під час Німецько-радянської війни в силу швидкого просування військ нацистів основна частина німецького населення краю не була евакуйована. У складі Трасністрії, територіального утворення створеного румунськими окупаційними властями, німецькі поселення користувалися значним самоврядуванням. Для самозахисту фольксдойче створювали загони самооборони. Керівництво СС змушувало ці загони брати активну участь в антиєврейських акціях.
З початку 1944 року починається втеча німецьких жителів селища разом з відступаючими частинами Вермахту. Весною 1944 р. Глюксталь був зайнятий радянськими військами. Тут розмістився тиловий госпіталь, недалеко від якого йшло поховання солдатів, які загинули при форсуванні Дністра в ході Яссько-Кишинівської наступальної операції. У 1949 р. почалися масові виселення залишків німецького населення. В результаті до кінця року в селищі, якому повернули колишню назву — Глинне, залишилося 495 жителів. У Глинному поселяються українські та молдовські родини.
У 1950-80-х роках в селищі були створений радгосп «Глинне», побудовані винпункт, соковий цех Грігоріопольського консервного заводу, восьмирічна школа, Будинок культури з кіноустановкою, бібліотека, фельдшерсько-акушерський пункт, дитячий садок, магазини, відділення зв'язку.